# Tim Curry
Tim Curry, właśc. Timothy James Curry (ur. 19 kwietnia 1946 w Grappenhall, Warrington) – brytyjski aktor teatralny, filmowy, telewizyjny i musicalowy, producent filmowy, piosenkarz i autor tekstów piosenek.

## Wczesne lata
Urodził się w Grappenhall w Warrington jako syn Patricii, szkolnej sekretarki, i Jamesa Curry’ego, metodystycznego kapelana Marynarki Królewskiej (zm. 1958 na zapalenie płuc). Jego starsza siostra, Judith, urodziła się w Egipcie.
Po jego narodzinach rodzina wyjechała do Hongkongu. Dorastał w Warrington, gdzie w 1956 występował w amatorskich sztukach szekspirowskich. Po ukończeniu Lymm High School przeniósł się do południowego Londynu. W szkole średniej Kingswood w Bath śpiewał swoim chłopięcym sopranem metodystyczne pieśni religijne i ujawnił talent wokalny.
Studiował dramat i język angielski na Uniwersytecie Cambridge. Ukończył studia na Uniwersytecie Birmingham w Birmingham z dołączonymi honorami. Był jednym ze śpiewaków w chórze w musicalu Hair (1968) na londyńskiej scenie West End, gdzie dwa lata potem wystąpił w przedstawieniu Połóż się, chyba cię kocham (Lie Down, I Think I Love You, 1970).

## Kariera
Debiutował na małym ekranie jako kelner w pociągu w telewizyjnym dramacie BBC Tonąca ryba porusza się boczną drogą (Sinking Fish Move Sideways, 1968).
Odniósł sceniczny sukces kreacją doktora Franka-N-Furtera, kosmicznego transwestyty z Transseksualnej Transylwanii w londyńskim musicalu The Rocky Horror Show (1973) oraz kinowej wersji The Rocky Horror Picture Show (1975) u boku Susan Sarandon i Barry’ego Bostwicka. W 1976 nagrał pierwszy singel „Baby Love”, a dwa lata później wydał debiutancki album studyjny pt. Read My Lips.
Był trzykrotnie nominowany do nagrody Tony za występy w produkcjach broadwayowskich; za tytułową rolę Wolfganga Amadeusa Mozarta w przedstawieniu Amadeusz (od 17 grudnia 1980 do 16 października 1983), za postać Alana Swanna w musicalu Mój ulubiony rok (My Favorite Year, od 10 grudnia 1992 do 10 stycznia 1993) oraz jako król Artur w musicalu Spamalot (od 14 lutego do 18 grudnia 2005).
Powrócił na ekran w miniserialu William Shakespeare – jego życie i czasy (Life of Shakespeare, 1978) w roli Williama Szekspira. W filmie fantasy Ridleya Scotta Legenda (Legend, 1985) u boku Toma Cruise’a i Mii Sary zagrał szatana. W serialu CBS Cwaniak (Wiseguy, 1989) pojawił się jako organizator muzyczny Winston Newquay. W kolejnej ekranizacji powieści Aleksandra Dumasa Trzej muszkieterowie (Three Musketeers, 1993) wcielił się w postać kardynała Richelieu.
Zajmuje się także dubbingiem. Za użyczenie głosu kapitanowi Hakowi w serialu animowanym Piotruś Pan i piraci (Peter Pan and the Pirates, 1990) otrzymał nagrodę Emmy. Brał też udział w przerywnikach C&C: Red Alert 3 jako Pierwszy Sekretarz ZSRR.
W czerwcu 2015 na gali rozdania nagród teatralnych Tony Award został uhonorowany za całokształt twórczości.

## Życie prywatne
W 1988 osiedlił się w Los Angeles w Kalifornii. Nigdy nie był żonaty i nie miał dzieci. Jego matka, Patricia, sekretarka szkoły, zmarła w czerwcu 1999 po dwóch latach walki z rakiem. Jego starsza siostra, Judith, była pianistką koncertową, która zmarła  w 2001 na guza mózgu.
W lipcu 2012 przeszedł poważny udar mózgu, od tamtej pory porusza się na wózku inwalidzkim. To ograniczyło jego aktorstwo głównie do lektora, chociaż nadal występował jako piosenkarz i zaczął pojawiać się na konwencjach fanów w całej Ameryce Północnej.
W październiku 2020 wziął udział w czytaniu „na żywo” tekstu The Rocky Horror Picture Show w celu wsparcia Demokratycznej Partii Wisconsin, aby zebrać fundusze na kampanię prezydencką Joego Bidena.

## Filmografia
| Rok  | Film                                                                                | Rola                                                    | Reżyser                       |
| ---- | ----------------------------------------------------------------------------------- | ------------------------------------------------------- | ----------------------------- |
| 1975 | The Rocky Horror Picture Show                                                       | dr Frank N. Furter                                      | Jim Sharman                   |
| 1975 | Trzech panów w łódce (nie licząc psa) (Three Men in a Boat, TV)                     | Jerome                                                  | Stephen Frears                |
| 1978 | Wrzask (The Shout)                                                                  | Robert Graves                                           | Jerzy Skolimowski             |
| 1980 | Times Square                                                                        | Johnny LaGuardia                                        | Allan Moyle                   |
| 1982 | Annie                                                                               | Rooster Hannigan                                        | John Huston                   |
| 1982 | Oliver Twist (TV)                                                                   | Bill Sikes                                              | Clive Donner                  |
| 1983 | Posiłek oracza (The Ploughman's Lunch)                                              | Jeremy Hancock                                          | Richard Eyre                  |
| 1985 | Legenda (Legend)                                                                    | Szatan                                                  | Ridley Scott                  |
| 1985 | Trop (Clue)                                                                         | Wadsworth                                               | Jonathan Lynn                 |
| 1986 | The worst witch                                                                     | Wielki czarnoksiężnik                                   |                               |
| 1988 | Pass the Ammo                                                                       | szeregowy Ray Porter                                    | David Beaird                  |
| 1990 | Polowanie na Czerwony Październik (The Hunt for Red October)                        | dr Jewgenij Pietrow                                     | John McTiernan                |
| 1991 | Oskar (Oscar)                                                                       | dr Thornton Poole                                       | John Landis                   |
| 1992 | Dolina paproci (FernGully: The Last Rainforest)                                     | Hexxus (głos)                                           | Bill Kroyer                   |
| 1992 | Odszedł bez słowa (Passed Away)                                                     | Boyd Pinter                                             | Charlie Peters                |
| 1992 | Kevin sam w Nowym Jorku (Home Alone 2: Lost in New York)                            | Pan Hector                                              | Chris Columbus                |
| 1993 | Strzelając śmiechem (Loaded Weapon 1)                                               | Pan Jigsaw                                              | Gene Quintano                 |
| 1993 | Trzej muszkieterowie (The Three Musketeers)                                         | Armand Jean Richelieu                                   | Stephen Herek                 |
| 1994 | Cień (The Shadow)                                                                   | Farley Claymore                                         | Russell Mulcahy               |
| 1995 | Kongo (Congo)                                                                       | Herkermer Homolka                                       | Frank Marshall                |
| 1995 | Zakochany pingwin (The Pebble and the Penguin)                                      | Drake (głos)                                            | Don Bluth, Gary Goldman       |
| 1996 | Muppety na Wyspie Skarbów (Muppet Treasure Island)                                  | Długi John Silver                                       | Brian Henson                  |
| 1996 | Lover’s Knot                                                                        | opiekun społeczny Amora                                 | Peter Shaner                  |
| 1996 | Titanic (TV)                                                                        | Simon Doonan                                            | Robert Lieberman              |
| 1997 | Doborowa jednostka (McHale's Navy)                                                  | major Vladikov                                          | Bryan Spicer                  |
| 1997 | Piękna i Bestia. Zaczarowane święta (Beauty and the Beast: The Enchanted Christmas) | Forte (głos)                                            | Andy Knight                   |
| 1997 | Opowieść wigilijna (A Christmas Carol)                                              | Ebenezer Scrooge (głos)                                 | Stan Phillips                 |
| 1998 | The Rugrats Movie: Gdzie jest bobas? (The Rugrats Movie)                            | Rex Pester (głos)                                       | Igor Kovalyov, Norton Virgien |
| 1998 | Strażnicy Dobrej Nowiny (The Easter Story Keepers)                                  | Neron (głos)                                            | Jimmy T. Murakami             |
| 1998 | Rodzina Addamsów: Zjazd rodzinny (Addams Family Reunion)                            | Gomez Addams                                            | Dave Payne                    |
| 1999 | Scooby Doo i duch czarownicy (Scooby-Doo and the Witch's Ghost)                     | Ben Ravencroft (głos)                                   | Jim Stenstrum                 |
| 1999 | Bartok Wspaniały (Bartok the Magnificent)                                           | Skull (głos)                                            | Don Bluth, Gary Goldman       |
| 1999 | Piraci z równiny (Pirates of the Plain)                                             | Jezebel Jack                                            | John R. Cherry III            |
| 2000 | Pod wpływem (Sorted)                                                                | Damien Kemp                                             | Alexander Jovy                |
| 2000 | Aniołki Charliego (Charlie’s Angels)                                                | Roger Corwin                                            | Joseph McGinty Nichol         |
| 2000 | Zabójcze ryzyko (Four Dogs Playing Poker)                                           | Felix                                                   | Paul Rachman                  |
| 2000 | Lew z krainy Oz i magiczny kwiat (Lion of Oz)                                       | kapitan Fitzgerald (głos)                               | Tim Deacon                    |
| 2000 | Pełzaki w Paryżu (Rugrats in Paris: The Movie)                                      | Sumo Singer (głos)                                      | Stig Bergqvist, Paul Demeyer  |
| 2001 | Straszny film 2 (Scary Movie 2)                                                     | profesor Oldman                                         | Keenen Ivory Wayans           |
| 2001 | Barbie w Dziadku Do Orzechów (Barbie in the Nutcracker)                             | Król Myszy (Głos)                                       | Owen Hurley                   |
| 2002 | Rytuał (Ritual)                                                                     | Matthew Hope                                            | Avi Nesher                    |
| 2002 | Dzika rodzinka (The Wild Thornberrys Movie)                                         | Nigel Thornberry / pułkownik Radcliff Thornberry (głos) | Cathy Malkasian, Jeff McGrath |
| 2002 | Żona wyrzutka (The Scoundrel's Wife)                                                | ojciec Antoine                                          | Glen Pitre                    |
| 2002 | Narzeczona dla kota (Neko no ongaeshi)                                              | Król kotów (głos)                                       | Hiroyuki Morita               |
| 2002 | To ja, krokodyl (I, Crocodile, film krótkometrażowy)                                | krokodyl (głos)                                         | Michael Sporn                 |
| 2003 | Pełzaki szaleją (Rugrats Go Wild!)                                                  | Nigel Thornberry (głos)                                 | Norton Virgien, John Eng      |
| 2004 | Kinsey                                                                              | Thurman Rice                                            | Bill Condon                   |
| 2005 | Szeregowiec Dolot (Valiant)                                                         | Von Talon (głos)                                        | Gary Chapman                  |
| 2005 | Psia Fortuna (Bailey's Billion$)                                                    | Caspar Pennington                                       | David Devine                  |
| 2005 | Mucha Lucha (¡Mucha Lucha!: The Return of El Maléfico)                              | El Maléfico (głos)                                      | Ron Hughart                   |
| 2006 | Queer Duck: The Movie                                                               | Peccary (głos)                                          | Xeth Feinberg                 |
| 2006 | Garfield 2 (Garfield: A Tail of Two Kitties)                                        | Książę (głos)                                           | Tim Hill                      |
| 2007 | The Chosen One                                                                      | Lucyfer (głos)                                          | Chris Lackey                  |
| 2007 | Milion na gwiazdkę (Christmas in Wonderland)                                        | Gordon McLoosh                                          | James Orr                     |
| 2008 | Wyprawa na Księżyc 3D (Fly Me To The Moon)                                          | Yegor (głos)                                            | Ben Stassen                   |
| 2008 | Tajemnica Rajskiego Wzgórza (The Secret of Moonacre)                                | Coeur de Noir / sir William de Noir                     | Gábor Csupó                   |
| 2008 | Scooby Doo i król goblinów (Scooby-Doo! and the Goblin King)                        | Król Goblinów (głos)                                    | Joe Sichta                    |
| 2009 | Barbie i trzy muszkieterki (Barbie and the Three Musketeers)                        | Philippe                                                | William Lau                   |
| 2010 | Ciekawski George 2 (Curious George 2: Follow That Monkey!)                          | Piccadilly (głos)                                       | Norton Virgien                |
| 2010 | Żółwik Sammy (Sammy's avonturen: De geheime doorgang)                               | kot Fluffy (głos)                                       | Ben Stassen                   |
| 2010 | Burke i Hare (Burke & Hare)                                                         | doktor Monroe                                           | John Landis                   |
| 2011 | Doktor Dolittle (The Voyages of Young Doctor Dolittle)                              | doktor Dolittle                                         | Rinat Gazizov                 |

### Seriale TV/filmy TV
- 1978: William Szekspir – jego życie i czasy (William Shakespeare) jako William Shakespeare
- 1981: Saturday Night Live w roli samego siebie
- 1985: Blue Money jako Larry Gormley
- 1986: The Worst Witch jako Grand Wizard
- 1988: Historie biblijne (The Greatest Adventure: Stories from the Bible) jako wąż (głos)
- 1989: The Tracey Ullman Show jako Ian Miles
- 1989: Miś Paddington jako pan Curry (głos)
- 1989: Cwaniak (Wiseguy) jako Winston Newquay
- 1989: Historie biblijne (The Greatest Adventure: Stories from the Bible) jako Judasz Iskariota (głos)
- 1990: Don Kojote i Sancho Panda – głosy
- 1990: Przygody Animków (Tiny Toon Adventures) jako książę Karol / Reginald (głos)
- 1990: To (It) jako Pennywise
- 1990: Super Baloo (TaleSpin) jako Thaddeos E. Klang (głos)
- 1990–1991: Piotruś Pan i piraci (Peter Pan and the Pirates) jako kapitan Hook
- 1991–1993: Piraci Mrocznych Wód (The Pirates of Dark Water) jako Konk (głos)
- 1991–1992: Dzielny Agent Kaczor (Darkwing Duck) jako Taurus Bulba (głos)
- 1991–1996: Kapitan Planeta i planetarianie (Captain Planet and the Planeteers) jako MAL (głos)
- 1993: Roseanne jako Roger
- 1993: Opowieści z krypty (Tales from the Crypt) jako Pa / Ma / Winona Brackett
- 1990–1993: Szczenięce lata Toma i Jerry’ego (Tom and Jerry Kids Show)
- 1992: Fish Police
- 1993–1995: Sonic the Hedgehog
- 1994–1998: Aaahh!!! Prawdziwe potwory (Aaahh!!! Real Monsters)
- 1994–1996: Gargoyles
- 1994–1995: Alladyn (Aladdin)
- 1994–1998: Where on Earth Is Carmen Sandiego?
- 1994–1995: Ziemia 2 (Earth 2)
- 1995–1997: Maska (Mask, The)
- 1995–1997: Freakazoid!
- 1996: Bruno the Kid: The Animated Movie
- 1996–1997: Potężne Kaczory (Mighty Ducks)
- 1996–1997: Gargoyles: The Goliath Chronicles
- 1996–1999: Jumanji
- 1996: Anioł stróż (Lover’s Knot)
- 1997–1998: Aniołek z piekła rodem (Teen Angel)
- 1997: Lexx: The Dark Zone
- 1997–2002: Lexx
- 1997: Doom Runners
- 1998–2006: Will & Grace
- 1998–1999: System (The Net)
- 1998–2001: Rude Awakening
- 1998–2000: Stan wyjątkowy (Martial Law)
- 1998–2000: Voltron: The Third Dimension
- 1998: Michaił Barysznikow – bajki z mojego dzieciństwa: Piękna i Bestia – Opowieść o Karmazynowym Kwiecie (odc. 10) (Stories from My Childhood: Beauty and the Beast (A Tale of the Crimson Flower) (episode 10)) jako Bestia (głos)
- 1999: The Titanic Chronicles
- 1999: Xyber 9: New Dawn
- 1999: The Unbelievables
- 2001: Krwawy księżyc (Wolf Girl)
- 2002: Detektyw Monk (Monk) jako Dale „The Whale” Biederbeck
- 2002–2003: Ozzy i Drix (Ozzy & Drix)
- 2002–2003: Rodzinka z Manhattanu (Family Affair)
- 2002: Narzeczona dla kota (Neko no ongaeshi)
- 2003: Kaczor Dodgers (Duck Dodgers)

## Role głosowe
- 1995:  Asterix podbija Amerykę jako Dodatkowe głosy (głos, brytyjski dubbing)

## Gry komputerowe
- 1993: Gabriel Knight: Sins of the Fathers (Gabriel Knight)
- 1999: Gabriel Knight 3: Blood of the Sacred, Blood of the Damned (Gabriel Knight 3: Krew Świętych, Krew Potępionych) (Gabriel Knight)
- 2000: Sacrifice (Stratos)
- 2008: C&C: Red Alert 3 (Czerwony Alarm 3) (Pierwszy Sekretarz Związku Radzieckiego)
- 2009: Dragon Age: Origins (Dragon Age: Początek) (arl Howe)

## Dyskografia
- 1978: Read My Lips
- 1979: Fearless
- 1981: Simplicity
- 1989: Best of Tim Curry
- 1993: Night over Water
- 1995: Cry to Heaven